# John Buchanan Floyd
John Buchanan Floyd (Blacksburg, 1º giugno 1806 – Abingdon, 26 agosto 1863) è stato un politico statunitense.

## Biografia
Fu il trentunesimo governatore della Virginia e ventiquattresimo segretario alla Guerra degli Stati Uniti durante la presidenza di James Buchanan.
Figlio di John Floyd (1783-1837), studiò all'University of South Carolina, fu fatto segno subito dopo aver lasciato l'incarico di accuse di disonestà, alto tradimento e sabotaggio.